# Deathstroke
Deathstroke de son vrai nom Slade Wilson est un personnage de l'univers de DC Comics. Il s'agit d'un mercenaire-assassin, essentiellement connu comme un ennemi des Teen Titans, et plus particulièrement, dans la série animée, de leur leader Robin. Mais il est aussi un anti-héros, qui a eu le droit en certaines occasions à sa propre série. On l'appelle l'Assassin Romain.

## Biographie du personnage
Slade Wilson était un soldat de l'armée, marié à Adeline Wilson et père de famille. Mais, à la suite d'une modification génétique, sa capacité cérébrale fut améliorée. Renvoyé de l'armée après avoir désobéi aux ordres en sauvant son ami Wintergreen envoyé en mission suicide (celui-ci devint ensuite son majordome), il usa de ses capacités comme mercenaire et devint l'assassin Deathstroke. Il cacha sa carrière à sa famille, bien que sa femme fasse elle-même partie de l'armée.
Malheureusement, un terroriste nommé Jackal prit son plus jeune fils, Joseph Wilson, en otage pour obliger Slade à donner des informations qu'il refusait, car cela allait à l'encontre de son code d'honneur personnel. Deathstroke parvint à sauver Joseph, mais Jackal eut le temps de trancher partiellement la gorge de l'enfant, le rendant muet de façon définitive. Furieuse que Slade ait menti durant tout ce temps et mis sa famille en danger, Adeline lui tira dessus. Ses réflexes surhumains lui sauvèrent la vie, mais la balle toucha son œil droit, et il en sortit borgne.
Par la suite, la H.I.V.E. (la Ruche) lui proposa un contrat lui demandant d'éliminer les Teen Titans. Il refusa, mais son autre fils Grant Wilson, alias Ravager, fut tué en tentant de faire la mission à sa place. Estimant les Titans coupables, Deathstroke accepta donc le contrat, et s'en prit à eux plusieurs fois, puis les fit infiltrer par l'intermédiaire de Terra. Mais son plan tourna mal, essentiellement en raison de l'arrivée de son fils Joseph, qui, sous le nom de Jericho, se joignit aux Teen Titans, et prit possession de lui.
Ironiquement, Deathstroke fut plus tard forcé de tuer Jericho qui était possédé, sauvant ainsi les Teen Titans de celui-ci. Il manipula par la suite les événements pour retrouver sa fille illégitime, Rose Wilson, qu'il prit sous son aile en tant qu'apprentie. Elle prit alors à ses côtés l'identité de Ravager, déjà porté auparavant par Grant Wilson. Mais elle finit par le quitter pour se joindre à son tour aux Titans lorsqu'elle découvrit qu'il n'avait pas son intérêt à cœur.
Désireux de récupérer Rose, mais aussi Jericho, dont les Teen Titans avaient récupéré la mémoire sur une disquette, Deathstroke forma lui-même un groupe de Teen Titans, les Titans East, dont le rôle serait d'éliminer les Teen Titans originaux.

## Pouvoirs et capacités
Deathstroke a des capacités physiques sur-développées, ce qui lui donne une force équivalente à celle de cinquante hommes normaux réunis, ainsi que des réflexes et des sens supérieurs à la normale. Mais surtout, cela le rend, combiné à son expérience militaire et criminelle, extrêmement intelligent, spécialisé dans le domaine de retourner les facultés de ses ennemis contre eux. Il possède aussi une capacité de régénération rapide, bien que cette dernière ait des limites, ne lui permettant pas de guérir son œil crevé. Deathstroke est un expert en arts martiaux, un stratège militaire hors pair et un redoutable assassin. Étant donné sa force et son agilité, il peut utiliser n'importe quel objet, même un vulgaire stylo, comme une arme meurtrière. Il préfère généralement utiliser ses sabres et ses deux pistolets, bien qu'il possède tout un arsenal.

## Adaptations à d'autres médias

### Séries télévisées

#### Smallville
Dans la sérié télévisée Smallville, Slade Wilson apparaît en tant que général de l'armée des États-Unis, Il est opposé aux métahumains et a lancé une loi quant à leur enregistrement. À la suite d'un combat contre Clark, la base dans laquelle les deux se trouvaient s'est auto-détruite, Slade survécut . Il sera envoyé dans la Zone Fantôme par Clark, mais s'en échappera avec l'aide de Zod.

#### Arrow
Dans la série télévisée Arrow, il y a deux Deathstroke :
- Interprété par Jeffrey Robinson, Billy Wintergreen est un agent secret australien, travaillant en duo avec Slade Wilson. Ils ont été envoyés sur l'île Lian Yu pour sauver Yao Fai de Edward Fyers et pour découvrir les plans de celui-ci. Cependant, après l'échec d'une mission de sauvetage, Billy se retourne contre son acolyte et devient un assassin à la solde de Fyers. Il se fait finalement tuer par son coéquipier.

- Interprété par Manu Bennett, Slade Wilson est aussi un agent secret australien qui, après la trahison de son collègue, s'associe avec Oliver Queen (qui vient d'échouer sur l'île de Lian Yu) et Shado, la fille de Yao Fai. Ensemble, ils parviendront à renverser les plans de Fyers, un mercenaire qui tente de provoquer une guerre en Asie en menant des actions militarisées et douteuses sur l'île.

Plus tard, le trio fait la rencontre du Dr Anthony Ivo, un scientifique voulant retrouver le Mirakuru, un sérum expérimental datant de la Seconde Guerre Mondiale. Slade sera grièvement blessé et Oliver n'aura d'autre choix que de le soigner avec le sérum. Celui-ci augmentera la force de Slade mais le rendra aussi complètement paranoïaque. Apprenant qu'Oliver est indirectement lié au décès de Shado dont il était tombé amoureux, il déclare la guerre à son ami. Un violent affrontement se conclut par la défaite de Slade qui perd un œil et est considéré comme mort. Toutefois, il réapparaît 5 ans plus tard sous le nom de Deathstroke et cherche à se venger d'Oliver qui depuis est devenu le justicier Arrow. Avec l'aide d'Isabel Rochev, une jeune femme éconduite par Robert Quinn et que Slade a ensuite formée au combat, et du conseiller municipal Sébastian Blood, il lance une offensive sur la ville de Starling City avec des soldats dopés au Mirakuru, mais sera trahi par Blood et vaincu par Oliver Queen, ce dernier étant aidé par la Ligue des Assassins. Il finit enfermé dans le quartier haute sécurité de l'ARGUS situé sur Lian Yu.
Dans la saison 3, Malcolm Merlyn le fait évader pour mettre Oliver et Thea à l'épreuve, alors que ces derniers sont brièvement revenus sur l'île pour s'entraîner. Après quelques difficultés, ces derniers parviennent à le vaincre et à l'enfermer de nouveau.
Il fera son retour dans la saison 5 pour aider Oliver à sauver le fils d'Oliver de Prometheus ; il apparait sevré des effets du Mirakuru et lucide sur les crimes qu'il a commis. Il se montre loyal envers Oliver et combat à ses côtés jusqu'au bout, l'aidant à retrouver son fils. Oliver le libère pour le remercier et le ramène à Star City, mais Slade part ensuite à la recherche de Joe, son propre fils. Il apprend qu'il a été emprisonné et revient demander de l'aide à Oliver. En recherchant son fils, Slade apprend que celui-ci a été tué par un groupe de mercenaires appelé les Chacals. Après avoir massacré une partie du groupe, Slade est mis en position délicate par le second du groupe. Ce dernier lui apprend que son fils est en fait le leader du groupe. Après quelques confrontations contre ce dernier, Slade apprend l’existence de son deuxième fils : Grant.
Le personnage de Slade n'est pas réapparu par la suite, la Warner ayant prévu de le faire apparaître au cinéma et ne voulant pas que deux versions du personnage coexistent en même temps.
Cependant, son fils Joe a repris le costume pour quelques épisodes des 2 dernières saisons. Lors de flash-forwards, on découvre également que John Diggle Jr. est devenu Deathstroke à son tour, et qu'il dirige un groupe de soldats ayant des costumes similaires (le gang des Deathstrokes). Mais ces événements ont été effacés de la continuité temporelle après Crisis on Infinite Earths.

#### Legends Of Tomorrow
Dans l'épisode 6 de la saison 1, son fils, Grant Wilson, apparait sous le nom de Deathstroke, il porte un masque noir et gris. Celui-ci réapparaît lors de la dernière saison d'Arrow dans un flash-forward se déroulant en 2040.

#### Titans
Deathstroke apparait en tant qu'antagoniste principal de la saison 2 de Titans, et est joué par l'acteur Esai Morales.
Les origines de Deathstroke restent les mêmes que dans les comics. Slade Wilson est un ancien militaire, qui s'est porté volontaire à une expérience visant à créer des super-soldats. Ces expériences ont développé sa force, son intelligence ainsi que ses capacités de guérison. Il quitte ensuite l'armée pour revenir auprès de sa famille, plus particulièrement son fils Jericho dont il est proche. Peu après, Slade fut recontacté par son ancien compagnon d'arme, William Wintergreen, et est devenu un mercenaire du nom de Deathstroke, sous couverture d'agent immobilier.
Il eût également une liaison avec une autre femme et de cette adultère naquit Rose.
Durant une de ses missions, où il devait tuer Jillian, une émissaire de Themyscira, Garth, alias Aqualad, se prend une balle à sa place et meurt sur le coup. Depuis ce jour, les Titans n'avaient plus qu'un seul objectif: Retrouver Deathstroke et le faire payer. Pour y parvenir, ils se sont rapprochés de Jericho pour lui soutirer des informations.
Peu après, Jericho, qui a décidé de rejoindre les Titans, quitte la maison et donne rendez-vous à son père dans une église abandonné pour le stopper. Robin intervient et se bat contre le mercenaire, durant le combat, Jericho s'interpose et se fait transpercer par le sabre de son père (mais parvient juste à temps à envoyer son esprit dans le corps de ce dernier). Abattu par cette perte, Deathstroke jura de se venger des Titans.
Dans le présent, il apprend que les Titans se sont reformés et décide de mettre son plan de vengeance à exécution. Il décide dans un premier temps d'entraîner sa fille Rose qui a développé des capacités similaires aux siennes, dans le but de se servir d'elle comme taupe chez les Titans. Il fait libérer le Dr. Light de prison, et organise une mise en scène pour que Dick Grayson vienne la sauver et la recueillir.
Par la suite, il kidnappe Jason Todd et le retient prisonnier dans une cachette secrète par le Dr. Light, qu'il abattra ensuite d'une balle. Il contactera ensuite les Titans pour qu'ils leur remettent sa fille Rose en échange de la vie de Jason. Dick se rend alors seul au lieu où Jason est retenu, mais le plan de ce dernier échoue et Deathstroke prend la fuite en faisant exploser les lieux.
Peu après, Slade retrouve Dick Grayson chez lui, venu s'excuser auprès de son épouse pour la mort de Jericho, ce dernier lui explique qu'il ne fera rien aux Titans, tant qu'ils resteront séparés et condamne Dick à vivre le reste de sa vie avec le meurtre de son fils sur la conscience.
Cependant, il apprend que malgré ses avertissements, les Titans restent formés, il contacte alors Rose pour qu'ils se réunissent. Alors que ces derniers sont en route pour arrêter Gar et Conner contrôlés par Cadmus, Deathstroke apparait devant eux, décidé à en finir avec eux. Ils sont rejoints par Dick, devenu Nightwing, et Rose qui a décidé de rester avec les Titans. Un violent combat s'ensuit dans lequel Rose parvient à blesser mortellement son père et permet à Jericho de transférer son esprit dans son corps. Deathstroke est finalement mort, tué par sa propre fille.

### Séries animées

#### Teen Titans
Dans la série animée Teen Titans : Les Jeunes Titans, Deathstroke est le méchant principal dès le tout premier épisode. C'est aussi l'un des personnages les plus développés et les plus réussis de la série, ce qui a contribué à le rendre très populaire parmi les fans : il apparait ou est mentionné dans un grand nombre de fanfictions. À noter que, dans la VO, il n'est nommé que par son prénom, Slade, sans doute parce que le mot "Death" ("mort" en anglais) a été jugé mal adapté pour une série destinée aux enfants (mais la version française a repris le nom original). Contrairement au comics, il apparaît ici comme étant un chef criminel de génie plutôt qu'un mercenaire-assassin. Il est l'antagoniste le plus vu, étant apparu dans 17 épisodes et mentionné dans deux autres.

Dans cette série, Deathstroke est un personnage très énigmatique, dont les motivations sont très mal connues, même si on découvre dans Forces de la nature qu'il souhaite détruire la ville. Il agit la plupart du temps au début de la série par des intermédiaires, et ne se manifeste que très rarement en personne. Comme dans le comics, il possède une force, des réflexes et une rapidité surhumaine, dépassant Robin dans ce domaine. Outre ces facultés, c'est un génie scientifique et stratégique, incroyablement perspicace, avec même apparemment quelques connaissances en magie (cf Forces de la Nature). Il s'est aussi montré un maître de la manipulation. C'est l'un des rares méchants de la série qui ne soit jamais tourné en dérision.
Deathstroke apparaît pour la première fois dans Diviser pour mieux régner, où il fait libérer Plasmus et le lâche sur les Titans. Ces derniers l'emportent cependant. Il fait plus tard appel à la H.I.V.E Académie, et charge Gizmo, Jinx et Mammoth de vaincre les Titans dans Examen final. Les trois étudiants criminels réussissent presque, mais finissent par être vaincus, et Robin apprend de Gizmo l'existence de Deathstroke.
Dans Forces de la Nature, Deathstroke se déguise en vieux sage et manipule Tonnerre et Éclair afin de créer un monstre de feu pour détruire la ville. Robin l'affronte pour la première fois en combat singulier, mais, si le monstre est stoppé, Deathstroke s'échappe encore une fois.
Robin, décidé à le trouver, devient complètement obsédé par la découverte de l'identité et des motivations de Deathstroke à un point inquiétant, allant même jusqu'à ne plus faire confiance aux autres Titans et à vouloir agir seul. À cette fin, il se crée dans Jeux de Masques une identité de criminel, "Red X" (allusion possible à Red Hood), afin d'approcher plus facilement Deathstroke en se faisant engager à son service. Le résultat est un échec : Deathstroke révèle au terme de l'épisode qu'il avait deviné depuis longtemps que Red X était Robin, et qu'il s'est servi de lui pour voler des puces électroniques. Robin l'affronte encore une fois et le bat, mais découvre que le Deathstroke qu'il a affronté n'est qu'un robot à l'effigie du vrai, qui s'autodétruit.
Vers la fin de la saison 1, dans l'épisode l'Apprenti, 1re partie, Deathstroke attire les Titans dans un piège, amenant Robin jusqu'à lui et piégeant les autres avec une fausse bombe, pour finalement leur injecter à leur insu des nanorobots dont il possède le détonateur, se donnant ainsi la possibilité de les détruire de l'intérieur. Fort de cette menace, il révèle à Robin qu'il souhaite faire de lui son apprenti, et menace de déclencher le détonateur s'il refuse. N'ayant pas le choix, Robin accepte, promet de ne plus avoir de contact avec ses amis et abandonne sa tenue habituelle pour une autre, qui lui donne un look de "Deathstroke Junior".

Après l'avoir vainement cherché, les autres Titans retrouvent leur ancien leader dans l'Apprenti, 2e partie, en train de voler des appareils pour le compte de Deathstroke, et découvrent ainsi son changement de côté. Tous, particulièrement Starfire, sont profondément choqués et incrédules face à cette découverte, d'autant plus que Robin refuse maintenant toute discussion avec eux et que, selon Raven, il n'est pas possédé par un quelconque moyen. De son côté, Robin ne supporte pas cette situation, et tente plusieurs fois de s'en prendre à Deathstroke pour lui arracher le détonateur. Lors d'une occasion, où il refuse de tirer sur Starfire, Deathstroke libère un temps les nanorobots, provoquant une agonie chez les Titans, que Robin parvient à arrêter en tirant sur Starfire comme il le lui est demandé.

Finalement, les Titans découvrent l'existence des nanorobots injectés par Deathstroke, et se rendent sur place pour libérer Robin. Comme Deathstroke réactive le détonateur, Robin s'expose lui-même aux nanorobots, et force ainsi Deathstroke, qui ne veut pas perdre son apprenti, à éteindre le détonateur et à le détruire. Durant le combat qui suit, ils parviennent à lui arracher la moitié de son masque, mais l'obscurité les empêche de voir son visage, et il s'enfuit en laissant s’autodétruire son repaire. Les Titans suppriment par la suite les nanorobots présents dans leur organisme.
Deathstroke fait son retour dans la saison 2 dès l'épisode Terra, où il assiste en spectateur caché à la rencontre entre Terra et les Titans. Peu après, il lance une attaque avec ses soldats-robots, et se rend sur place, où il engage un combat avec Terra, durant lequel il lui révèle qu'il la suit depuis un moment, qu'il la connaît et lui propose de lui apprendre à maîtriser ses pouvoirs. Elle décline l'offre, mais au terme de l'épisode, Deathstroke paraît satisfait en la voyant fuir de la tour, affirmant que, quoi qu'elle fasse, elle ne fera que se rapprocher de lui. Plus tard, dans Un Nouveau Titan, il organise un plan pour ensevelir la Tour Titan. Il apparaît alors brièvement en personne pour combattre Robin puis fuit, tandis que son plan échoue grâce aux efforts combinés de Raven et de Terra. Dans Trahison, Deathstroke envoie ses armées attaquer la Tour Titan avec l'aide de Terra, qui se révèle être une espionne à son service. Il affronte alors Changelin et repart avec Terra. L'assaut est cependant repoussé.
Dans Choc en retour, il fait de Terra sa nouvelle apprentie, et la charge d'éliminer les Jeunes Titans. Elle s'acquitte de la tâche, et les bat tous un par un, permettant ainsi aux forces de son maître de s'emparer de toute la ville. Mais les Titans, qui s'avèrent avoir survécu, reviennent un peu plus tard, et forcent Terra à battre en retraite. S'ensuit d'un affrontement entre Terra, contrôlée par Deathstroke, et Changelin. Finalement, ce dernier parvient à raisonner Terra, qui se libère du contrôle de Deathstroke et l'affronte. Au terme du combat, Terra déclenche involontairement une éruption volcanique et fait tomber Deathstroke dans la lave. La dernière chose que l'on peut voir de lui est son masque disparaissant peu à peu dans la lave.
Cependant, même après cette mort violente, Robin demeure obsédé par son vieil ennemi et s'attend à le voir revenir un jour. Ayant sans doute prévu cette éventualité, Deathstoke a placé sur l'un de ses masques récupérés par Robin un produit hallucinogène qui donne à Robin des visions, le faisant croire à son retour et l'amenant à se blesser lui-même. Finalement, Robin parvient, avec l'aide des autres Titans, à lutter contre les effets du gaz, et en est finalement soigné dans l'épisode Hanté. Malgré sa guérison, Cyborg découvre quelque chose d'effrayant: le produit n'a pas été libéré accidentellement mais délibérément, par quelqu'un qui se trouvait à l'extérieur de la Tour Titan. La dernière image montre la fente pour l’œil intact de Deathstroke devenir rouge, suggérant son retour.
À la stupéfaction générale, Deathstroke revient de manière inattendue dans l'épisode Malédiction, au service du démon Trigon. Il possède désormais une marque sur le front, inscrite en lettres de feu, et, grâce à son nouveau maître, de nouveaux et puissants pouvoirs qui lui permettent de voler, de se téléporter ainsi que de créer et contrôler le feu. Il se lance à la poursuite de Raven, affirmant avoir un message à lui délivrer, et lui place plusieurs marques rouges sur le corps, puis lui fait passer une vision atroce du monde anéanti. Après quoi, il lui affirme qu'elle ne pourra éviter cela, et part.
Par la suite, il réapparaît plusieurs fois comme lieutenant de Trigon. Dans La Fin du Monde 1er partie, il se rend à la Tour des Titans avec une armée de démons de feu afin de prendre Raven et de la ramener à Trigon pour qu'elle lui ouvre le passage qui lui est destiné. On apprend que Trigon a promis à Deathstroke une récompense en retour. Malgré les moyens énormes déployés par les Titans pour défendre Raven, l'armée démoniaque s'avère implacable, et Raven finit par se rendre d'elle-même pour épargner les autres. Alors qu'elle est emmenée, elle déclare avec une ironie cinglante à Deathstroke que, quoi que Trigon lui ait promis, il ne l'obtiendra pas. Deathstroke refuse de la croire, mais découvre vite qu'elle avait raison, car, une fois sa mission accomplie, Trigon lui reprend sa marque et ses pouvoirs.
Dans La Fin du Monde 2e partie, Deathstroke s'avère avoir survécu à la perte de ses pouvoirs, et propose aux Titans de les aider à sauver ce qui reste de Raven. D'abord réticents, ces derniers, n'ayant pas le choix, acceptent. Pendant que Starfire, Changelin et Cyborg, protégés de Trigon grâce à un anneau fourni par Deathstroke, retiennent comme ils peuvent l'attention du démon, Deathstroke et Robin descendent dans les profondeurs de son repaire pour retrouver Raven. Durant le trajet, où les deux ennemis maintenant alliés combattent côte à côte contre les soldats de Trigon, le masque de Deathstroke tombe révélant à Robin... un crâne sans peau ni chair. Deathstroke consent alors à révéler à Robin comment il en est arrivé là : à la suite de sa mort contre Terra, il avait été ressuscité par Trigon mais seulement sous l'aspect d'un mort-vivant. Le démon lui avait promis de refaire de lui un être vivant si en échange il combattait à son service. Robin comprend alors qu'après avoir été trahi par Trigon Deathstroke a décidé d'aider les Titans dans l'espoir de retrouver son corps complet malgré tout. À la surprise de Robin, Deathstroke tient parole, et guide Robin jusqu'au lieu où se trouve Raven sans le trahir. Robin le remercie, mais il se retire en déclarant que si tous deux se recroisent, Deathstroke ne devra rien attendre en retour de ce service. 
Dans La Fin du Monde 3e partie, Deathstroke se rend jusqu'au fond du repaire où il affronte le gardien d'une porte. Une fois le gardien vaincu et la porte ouverte, il récupère enfin son corps de chair et de sang. Il revient ensuite à la surface pour aider les Titans contre Trigon. Après la défaite de Trigon, on apprend que Deathstroke s'est enfui.
Deathstroke est l'un des rares méchants à ne pas être vu dans les rangs de la Confrérie du Mal dans la saison 5. Peut-être pour plusieurs raisons scénaristiques :
- Dans La Fin du Monde 3e partie, Deathstroke dit à Trigon "Je te signale en passant que je ne suis le laquais de personne." Entrer dans la confrérie aurait contredit cela.
- Ensuite, Deathstroke est un super-vilain très connu, craint et respecté, et aurait donc peut-être fait de l'ombre au Cerveau. Pour preuve, Brother Blood, un autre super-vilain très respecté n’apparaît pas non plus.
- Jéricho, le fils de Deathstroke apparaît dans les deux derniers épisodes, et la série ne voulait peut-être pas exploiter leur lien de parenté.
- Dans la saison 4, Deathstroke quitte son rôle d'antagoniste et devient plus proche d'un anti-héros (Ce qui se confirme dans son unique apparition dans la saison 5), le faire entrer dans la Confrérie du Mal aurait annulé ce changement de cap.

Deathstroke réapparaît brièvement dans l'ultime épisode Les Temps changent, pour affirmer à Changelin que Terra, qui semble récemment revenue à la vie sans aucun souvenir, ne veut plus se souvenir de lui. Furieux, Changelin l'affronte et réussit à le battre, mais découvre alors qu'il s'agissait en fait d'un robot à l'effigie de Deathstroke.

#### Young Justice
Deathstroke apparait également dans la saison 2 de Young Justice.
Il fait sa première apparition dans l'épisode La Nourriture du futur où il remplace Sportsmaster, qui a quitté la Lumière. Dans La Réparation, il rejoint les forces de Black Manta, qui l'envoie enlever Miss Martian afin qu'elle restaure l'esprit d'Aqualad. Deathstroke est accompagné de Tigresse (en fait Artémis infiltrée) et tous deux réussissent à capturer M'Gann après une confrontation avec cette dernière et Lagoon Boy.
Dans Complications, Deathstroke est assigné à la surveillance de Miss Martian, pour s'assurer qu'elle se contente de guérir Aqualad sans rien faire d'autre. Sportsmaster et Cheshire s'introduisent alors à bord du sous-marin où ils se trouvent tous, voulant éliminer Aqualad. Lorsqu’il s'en rend compte, Deathstroke les rejoint et tente de les arrêter, mais l'intervention de Miss Martian l'en empêche.
Dans Réunion au sommet, Deathstroke sert de garde du corps à Vandal Savage. Lorsque la couverture d'Artemis et d'Aqualad est eventée, il les abat tous les deux. Il s'avère peu après qu'il s'agissait d'une supercherie : Deathstroke avait en réalité été neutralisé par l'équipe des jeunes héros et remplacé par M'Gann, afin de pousser les Reach et la Lumière à entrer en conflit les uns avec les autres.
Il réapparait dans la saison 3, où il envoie Terra infiltrer les Outsiders.
Il est doublé en VO par Wentworth Miller puis par Fred Tatasciore et en VF par Jean-Claude Donda

#### Prenez garde à Batman
C'est un agent violent du MI6 qu'Alfred Pennyworth dénonce à ses supérieurs. Il est renvoyé de l'organisation pour faute professionnelle et devient alors mercenaire. Il se met au service des plus offrants, éliminant sans remords ses victimes aux quatre coins du globe. Des années après, à Gotham, Il découvre que son ancien mentor a jeté son dévolu sur son protégé : le jeune milliardaire orphelin Bruce Wayne. Il se lance alors dans une vendetta personnelle. Pendant une mission, il découvre avec stupeur que Wayne est en vérité Batman. Il affronte le Chevalier Noir en ciblant à plusieurs reprises le procureur de la ville, Harvey Dent.

#### My Adventures with Superman
Dans cette série, Slade Wilson, nommé Agent Wilson, est un membre de la Task Force X aux ordres d'Amanda Waller et un ennemi récurrent de Superman. Il affronte à plusieurs reprises l'homme d'acier sur ordre de Waller, au point d'y laisser un œil. À la fin de la saison 2, les crimes de Waller sont révélés au grand jour, et le mercenaire décide de travailler pour LexCorp.

### Films
Le 29 août 2016, l'acteur Ben Affleck a diffusé sur les réseaux sociaux une courte vidéo de mauvaise qualité qui semble montrer Deathstroke, suscitant une grande excitation chez les fans. Il est interprété par Joe Manganiello et est introduit dans le film Justice League, sorti fin 2017. Cependant, quasiment toutes ses scènes ont été supprimées par Joss Whedon et la Warner et il n'apparait que dans une scène post-générique.
Il était supposé être l'antagoniste principal d'un film solo Batman réalisé par Ben Affleck mais le projet fut sans suite.
En mai 2020, la Snyder Cut est annoncé pour 2021 sur la plateforme de streaming HBO Max. Le réalisateur Zack Snyder dévoile que le personnage aura plus d'importance dans sa version.

### Films d'animation

#### La Ligue des justiciers: Conflit sur les deux Terres
Dans cette histoire, se déroulant dans un monde parallèle, il est président des États-Unis et un homme bon. C'est aussi un ami de Lex Luthor qui est, dans cet univers, un super-héros.
Slade refuse de s'attaquer au Syndicat du Crime, une version maléfique de la Ligue des justiciers, ayant trop peur des représailles et craint notamment qu'ils s'attaquent à sa fille Rose, une activiste déterminée à faire tomber le Syndicat.
Il est doublé par Bruce Davison en VO et Michel Vigné en VF.

#### La Ligue des justiciers: Le Paradoxe Flashpoint
Dans une époque alternative qui est créée par Flash (Barry Allen), il dirige une équipe de mercenaires escortant Lex Luthor pour découvrir une arme secrète d'Aquaman, un roi belliqueux et impitoyable dans cet univers, afin de la détruire. Cependant, ils sont rapidement attaqués et capturés par les soldats d'Aquaman qui les exécutent sans la moindre pitié.
Il est doublé par Ron Perlman en VO et Jean-Claude Donda en VF.

#### Le Fils de Batman
Cette version reprend la rivalité de Deathstroke et Robin, qui est incarné par Damian Wayne.
Deathstroke fut un membre de la Ligue des Assassins qui devait épouser la fille de Ra's al Ghul, Talia, et prendre le contrôle de la Ligue. Mais après la naissance de Damian, fils issu d'une liaison entre Talia et Batman, Ra's préfère le choisir comme héritier et destitue ainsi Slade. Ce dernier décime alors la Ligue et tue son ancien mentor, ce qui force Talia à envoyer Damian à Gotham City auprès de son père biologique.
Pendant ce temps, Talia tente de venger son père mais est capturée par Deathstroke qui se sert d'elle pour attirer Damian et l'éliminer. Après une confrontation, Slade est battu, mais Damian, devenu Robin, refuse de le tuer. La plate-forme sur laquelle ils se trouvent s'effondre alors et Deathstroke est présumé mort.
Il est doublé par Thomas Gibson en VO et Lionel Tua en VF.

#### Teen Titans: The Judas Contract
Peu après sa défaite face à Robin, Deathstroke a été sauvé grâce à un puits de Lazare, ce qui a augmenté ses capacités. À un moment, il rencontre la jeune Terra, qui est torturée par les gens de son village, qui la prennent pour une sorcière à cause de ses pouvoirs.
Slade sauve la jeune fille et fait d'elle sa partenaire, profitant des sentiments que cette dernière éprouve pour lui (malgré leur grande différence d'âge). Il passe ensuite un contrat avec Brother Blood et envoie Terra infiltrer les Teen Titans. Lorsque Damian Wayne découvre le double-jeu de la jeune fille, il est capturé par son vieil ennemi, qui lui annonce ensuite vouloir lui prendre sa famille (les Teen Titans), comme lui-même avait jadis pris la sienne en lui volant sa place dans la Ligue des Assassins
Il capture ensuite tous les Titans (excepté Nightwing qu'il laisse pour mort) et, afin de remplir son contrat, livre Terra à Brother Blood. Nightwing sauve les Titans et une féroce bagarre s'engage où Brother Blood est tué par une de ses disciple. Terra, pleine de rage après la trahison de son mentor, l'attaque et provoque un éboulement. Vaincu, Deathstroke lui fait ses adieux avant de disparaître (on ignore toutefois s'il est mort ou s'il a pris la fuite).
À la fin du film, on voit Robin au sommet de la tour des Titans tenir le masque de son ennemi.
Deathstroke est doublé par Miguel Ferrer en VO et Jérémie Covillault en VF.

#### Batman Ninja
Il est un antagoniste en armure de samurai.
Il est doublé par Junichi Suwabe en version japonaise, Fred Tatasciore en version anglaise et Jérémie Covillault en version française.

#### Teen Titans Go! Le film
Deathstroke apparait dans ce film en tant qu'antagoniste principal.
Il est doublé en VO par Will Arnett et par Pierre Dourlens en VF.

### Jeux vidéo
- Mortal Kombat vs. DC Universe
- DC Universe Online (VF : Luc Bernard)
- Batman: Arkham City Lockdown
- Injustice : Les Dieux sont parmi nous (VF : Bernard Bollet)
- Batman: Arkham Origins (VF : Bernard Bollet)
- Lego Batman 2: DC Super Heroes version Nintendo 3DS.
- Batman: Arkham Knight (VF: Bernard Bollet)
- Lego DC Super-Villains